# Wapen van Nes (Noardeast-Fryslân)

Wapen van Nes

Het wapen van Nes is het dorpswapen van het Nederlandse dorp Nes, in de Friese gemeente Noardeast-Fryslân. Het wapen werd in 1988 geregistreerd.

## Beschrijving
De blazoenering van het wapen luidt als volgt:
Gedeeld : I in keel een uit de deellijn komend uilebord van zilver, bestaande uit een uitkomend zeepaard met tussen de bek en de borst een beide aanrakend omgewend zittend vogeltje en in een geopende rug schuinrechts geplaatste aanstotende driebladige tulp; II in azuur drie gesteelde en gebladerde tarwearen van goud, geplaatst twee en een.
De heraldische kleuren zijn: keel (rood), zilver (zilver), azuur (blauw) en goud (goud).

## Symboliek
- Tweedeling: verwijst naar de ligging van het dorp bij de voormalige grens van Westdongeradeel met Oostdongeradeel.[3]
- Uilenbord: verwijst naar het bijzondere type uilenbord met zeepaardjes dat voorkomt in het dorp.[3]
- Korenaren: duiden op de landbouw rond het dorp.[3]
- Kleurstelling: ontleend aan de wapens van Oostergo en Dongeradeel.[3]

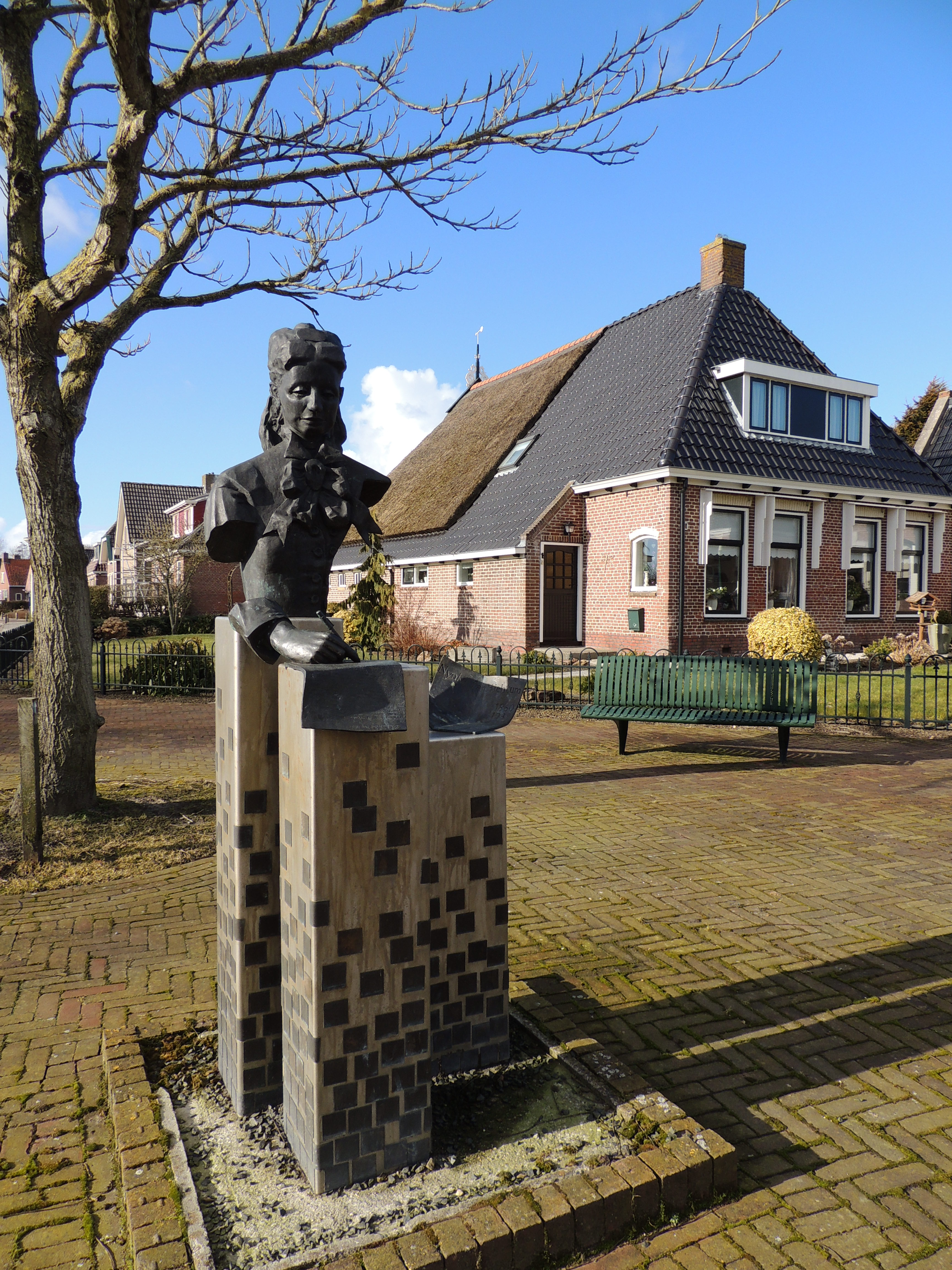
Beeld van Nienke van Hichtum met op de achtergrond een woning met het kenmerkende uilenbord van Nes.
Het wapen van Oostergo.
Het wapen van Dongeradeel.

## Zie ook

Vlag van Nes